# Abu'l-Chair

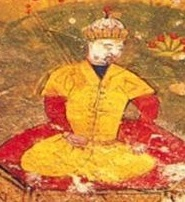
Bild von Abu'l-Chair, 1541

Abu'l-Chair (auch Abu'l Khair, * um 1412; † 1468) war ein Khan der Usbeken, der Begründer ihres Staates und gehörte der Scheibaniden-Dynastie an.
Mit dem Namen „Usbeken“ wurden bereits im 14. Jahrhundert verschiedene turksprachliche Stämme bezeichnet, die in Westsibirien und dem nordöstlichen Kasachstan beheimatet waren und Herrschern aus dem Geschlecht der Scheibaniden unterstanden.
Die Usbeken lebten zwischen in einem Gebiet am Tura, zwischen dem südlichen Ural und dem Tobol, südwestlich des Irtysch und nördlich des Syrdarja.
1429 wurde Abu'l Chair auf einer Versammlung zum Khan einer Usbekenkonförderation aus 24 Stämmen gewählt, damit wurde das Usbeken-Khanat gegründet. Zuerst eroberte Abu'l Chair Choresm und die Stadt Gurgandsch.
Nach erfolgreichen Kriegszügen gegen die Timuriden und der Eroberung des Gebiets am mittleren und unteren Syrdarja, einschließlich der Stadt Signaq, versuchte Abu'l-Chair, die neu eroberten Gebiete zum Kern eines zentralisierten Staats zu machen. Dagegen wendete sich eine Opposition innerhalb der Stammeskonföderation, die Kasachen (Abtrünnige) genannt wurden.
1451 unterstützte Abu'l-Chair den timuridischen Khan Abu Sa'id bei seinem Angriff auf den gleichfalls timuridischen Herrscher Abdallah ibn Ibrahim. Zwei Armeen marschierten nach Samarqand und besiegten Abdallah. Abu Sa'id brachte seine Soldaten in die Stadt und ließ die Tore schließen; Abu'l-Chair und die Usbeken standen davor und es blieb ihnen nichts anderes übrig, als sich mit den angebotenen Geschenken zu begnügen.
1456/57 erlitt Abu'l-Chair gegen die Oiraten eine vernichtende Niederlage und das Syrdarja-Gebiet wurde geplündert und verwüstet.
Um 1467 löste sich das Khanat Sibir unter dem ebenfalls scheibanidischen Ibaq von dem Oberherren Abu'l-Chair.
Abu'l-Chair wurde 1468 von den abtrünnig gewordenen Kasachen. In der Folge gründeten die Kasachen ihr eigenes Khanat. Abu'l-Chairs Söhne Budaq und Baruj wurden danach von den Tschagatai getötet, und das Reich Abu'l-Chairs löste sich auf.
Budaqs Sohn Muhammad Schaibani, der Enkel Abu'l-Chairs, flüchtete nach Astrachan, trat 1488 in den Dienst des Tschagatai-Khans Mahmud b. Yunus, vereinte erneut die verstreuten usbekischen Stämme und eroberte 1500 Buchara und Samarkand von den Nachkommen Timur Lengs.

## Familie
Abu' Chair war mit vier Frauen verheiratet. Drei stammten aus anderen Usbekenstämmen, den Burqut, den Mangit und den Qonghirat.
Seine Frau Aghanaq Bigi aus dem Burgut Stamm war die Mutter von Schah Budaq Sultan.
Die vierte war eine Enkelin Timurs, Rabiya Sultan Begim.
Die Söhne dieser vierten Frau waren Sevinç Hoca und Kütschkünschi, welche später wichtige Herrscher im Usbeken-Khanat werden sollten.